# 阿泽 (索恩-卢瓦尔省)
阿泽（法語：Azé，法語發音：[aze]）是法国索恩-卢瓦尔省的一个市镇，属于马孔区。

## 地理
阿泽（46°25'55"N, 4°45'38"E）面积14.97 平方千米，位于法国勃艮第-弗朗什-孔泰大區索恩-卢瓦尔省，该省份为法国中部省份，北起顺时针与科多尔省、汝拉省、安省、罗讷省、卢瓦尔省、阿列省和涅夫勒省接壤。
与阿泽接壤的市镇（或旧市镇、城区）包括：布拉诺、克呂尼、栋济勒佩尔蒂、伊热、佩罗讷、圣莫里斯德萨托奈。

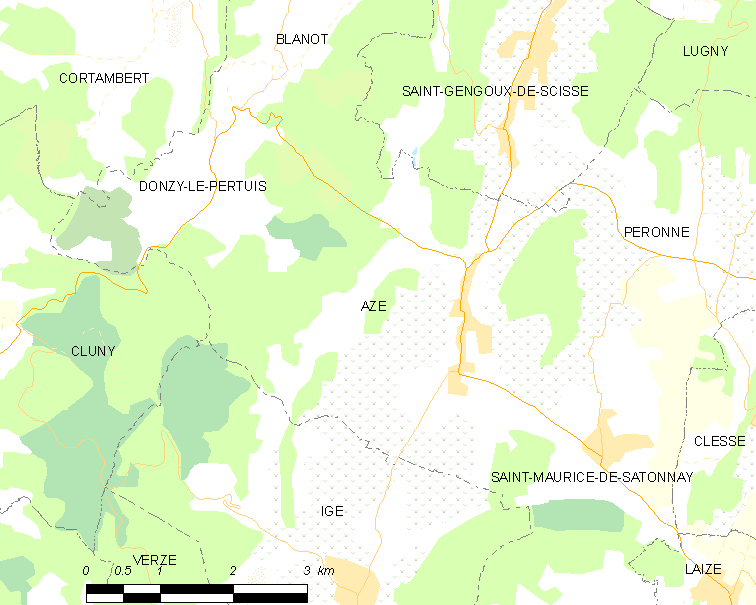
的OSM定位图

阿泽的时区为UTC+01:00、UTC+02:00（夏令时）。

## 行政
阿泽的邮政编码为71260，INSEE市镇编码为71016。

## 政治
阿泽所属的省级选区为于里尼县。

## 人口

1962-2008年间人口变化图示

阿泽于2022年1月1日时的人口数量为1082人。